# Горбанев, Николай Кузьмич
Николай Кузьмич Горбанев (1922—2012) — советский офицер-артиллерист, участник Великой Отечественной войны, Герой Советского Союза (13.09.1944). Генерал-майор (21.02.1969).

## Биография

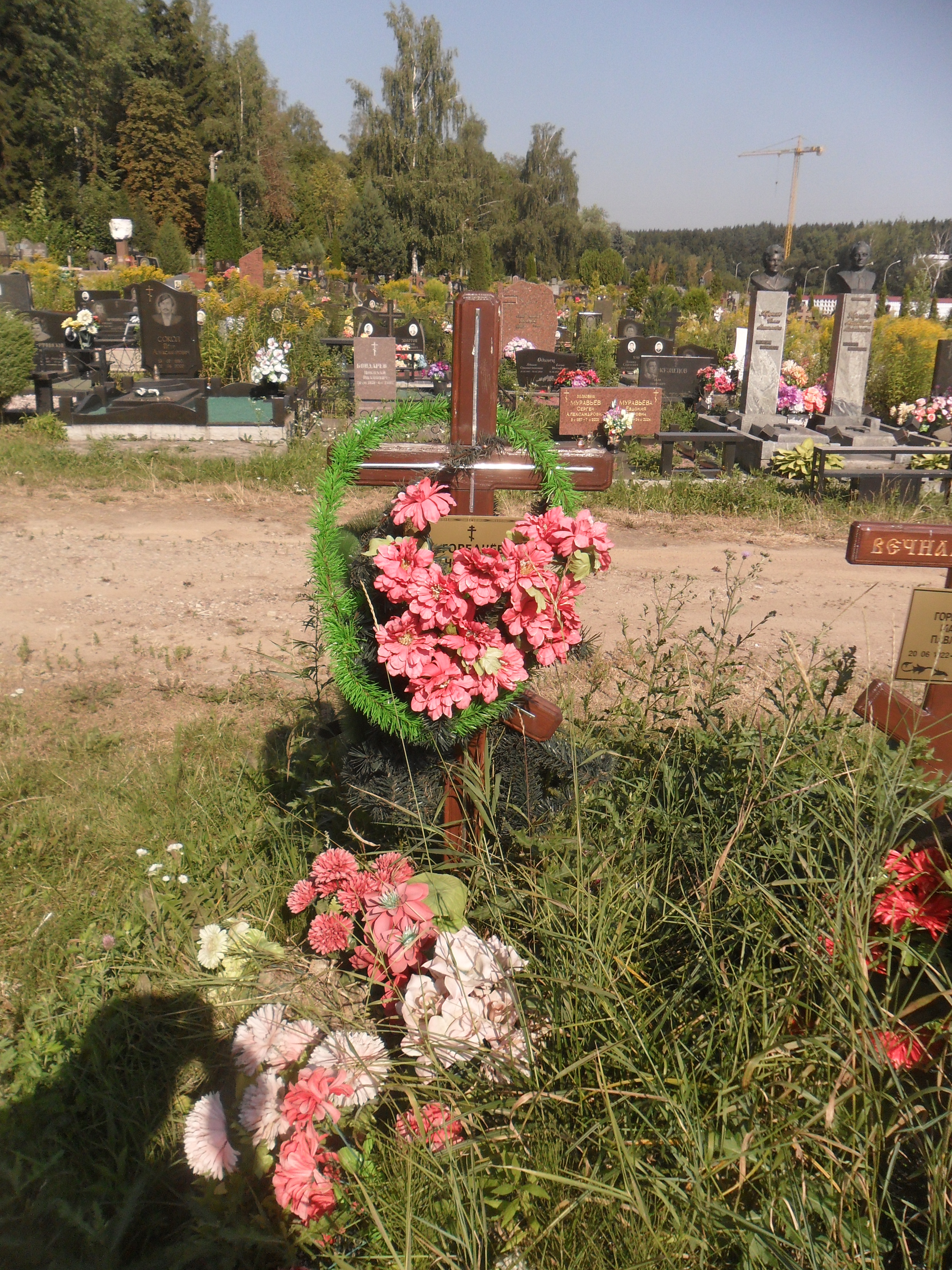
Могила Горбанева на Восточном кладбище Минска.

Родился 14 мая 1922 года в селе Поповка (ныне — Россошанского района Воронежской области). Русский. Окончил школу села Поповка в 1937 году, Россошанское педагогическое училище в 1939 году, Воронежский учительский институт в 1941 году
В Красной Армии с 1941 года. Окончил Харьковское артиллерийское училище в 1942 году. Участник Великой Отечественной войны с лета 1941 года, когда в критический момент курсантов бросили в бой как пехоту в районе Путивля. Когда обстановка немного стабилизировалась, оставшихся в живых отправили обратно в училище, которое к тому времени эвакуировалось в Узбекскую ССР. После окончания училища в звании лейтенанта был отправлен на Северо-Западный фронт. Стал командиром батареи 350-го отдельного истребительного противотанкового дивизиона, в этом дивизионе прошёл боевой путь до конца войны. Там был в первый раз тяжело ранен (осколком снаряда в шею). Член ВКП(б) с 1942 года.
Командир батареи 350-го отдельного истребительного противотанкового дивизиона (294-я стрелковая дивизия, 73-й стрелковый корпус, 52-я армия, 2-й Украинский фронт) капитан Николай Горбанев совершил героический подвиг в ходе Уманско-Ботошанской наступательной операции. На завершающем её этапе, когда советские войска продвигались уже по территории Румынии, 5 апреля 1944 года в бою под городом Яссы противник предпринял попытку перейти в контрнаступление. Батарея Николая Горбанева участвовала в отражении девяти контратак противника. Огневые позиции артиллерии противник атаковал с четырёх сторон. Благодаря героическим действиям командира удалось отразить все контратаки, а трём нашим батальонам пехоты, не имеющих боеприпасов, выйти из окружения, сохранив живую силу и оружие. В этом бою артиллерийской батареей капитана Горбанева было уничтожено 4 танка, 5 бронетранспортёров, 7 пулемётов. Всего в боях от реки Днепр до реки Прут под его руководством было уничтожено 12 танков, 1 самоходное орудие, 12 бронетранспортёров, 8 орудий разного калибра, 21 пулемёт и до 500 солдат и офицеров противника.
Указом Президиума Верховного Совета СССР от 13 сентября 1944 года за мужество и героизм, проявленные в борьбе с немецко-фашистскими захватчиками капитану Горбаневу Николаю Кузьмичу присвоено звание Героя Советского Союза с вручением ордена Ленина (№ 21223) и медали «Золотая Звезда» (№ 4675).
За годы войны участвовал в Белгородско-Харьковской операции, в битве за Днепр, в Корсунь-Шевченковской, Уманско-Ботошанской, Ясско-Кишинёвской, Сандомирско-Силезской, Берлинской наступательных операциях. В победном 1945 году был уже майором и начальником штаба 350-го отдельного самоходного артиллерийского дивизиона 294-й стрелковой дивизии в той же армии. В конце апреля 1945 года был вторично тяжело ранен при отражении сильного немецкого контрудара под Баутценом—Вайсенбергом и Победу встречал в госпитале.
После войны окончил Военную академию бронетанковых и механизированных войск Советской Армии имени И. В. Сталина в 1951 году. С 1951 года служил в штабе Центральной группы войск (Австрия). С 1955 года — командир танкового полка в Белорусском военном округе (город Борисов), с 1961 — начальник штаба танковой дивизии в Белорусском военном округе. С марта 1968 года — командир 60-й мотострелковой дивизии 4-й армии Закавказского военного округа (управление дивизии — г. Ленкорань, Азербайджанская ССР). С 1974 по 1984 годы — начальник Казанского суворовского военного училища. С 1984 года генерал-майор Н. К. Горбанев — в запасе.
Жил в Минске. Работал в республиканском штабе Гражданской обороны Белорусской ССР. С 1991 года — на пенсии. Вёл большую патриотическую работу. Умер 20 марта 2012 года. Похоронен на Восточном кладбище Минска.

## Награды
- Герой Советского Союза (13.09.1944)
- Орден «За службу Родине» II степени (Белоруссия, 15.04.1999)[4].
- Орден Ленина (13.09.1944)
- Орден Красного Знамени (8.12.1943)
- Орден Александра Невского (1.06.1945)
- Два ордена Отечественной войны I степени (7.02.1945, 11.05.1985)
- Орден Трудового Красного Знамени (14.05.1970)
- Три ордена Красной Звезды ((16.12.1943, 30.12.1956, 27.12.1982)
- Орден «За службу Родине в Вооружённых Силах СССР» III степени (30.04.1975)
- Медаль «За отвагу» (7.12.1942)
- Юбилейная медаль «60 лет освобождения Молдовы от фашистской оккупации» (Молдавия, 20 августа 2004 года) — в знак глубокого уважения и признательности за героизм, мужество и самоотверженность, проявленные при освобождении Молдовы от фашистской оккупации[5]
- Другие медали
- Почётный гражданин города Россошь (2003 год)

## Память
- Имя Героя носила пионерская дружина села Поповка.
- В городе Россошь установлен бюст (1993).
- 25 декабря 2015 года Постановлением Главы администрации Россошанского муниципального района Воронежской области Муниципальному казённому общеобразовательному учреждению «Поповская средняя общеобразовательная школа» присвоено имя Героя Советского Союза Н. К. Горбанева.
- На здании МКОУ «Поповская СОШ имени Героя Советского Союза Н. К. Горбанева» установлена мемориальная доска памяти Героя (22.02.2011).
- На здании Россошанского педагогического колледжа установлена мемориальная доска (7.05.2013).